# Héry (Nièvre)
Héry település Franciaországban, Nièvre megyében. Lakosainak száma 73 fő (2022. január 1.). Héry Germenay, Chaumot, Guipy, Moraches, Pazy és Beaulieu községekkel határos.

## Népesség
A település népességének változása:
| Lakosok száma | 66   | 72   | 76   | 74   | 73   | 73   | 72   | 73   | 73   |
|               | 2013 | 2015 | 2016 | 2017 | 2018 | 2019 | 2020 | 2021 | 2022 |